# Ningaui yvonnae
Ningaui yvonneae là một loài động vật có vú trong họ Dasyuridae, bộ Dasyuromorphia. Loài này được Kitchener, Stoddart, & Henry mô tả năm 1983.

## Hình ảnh

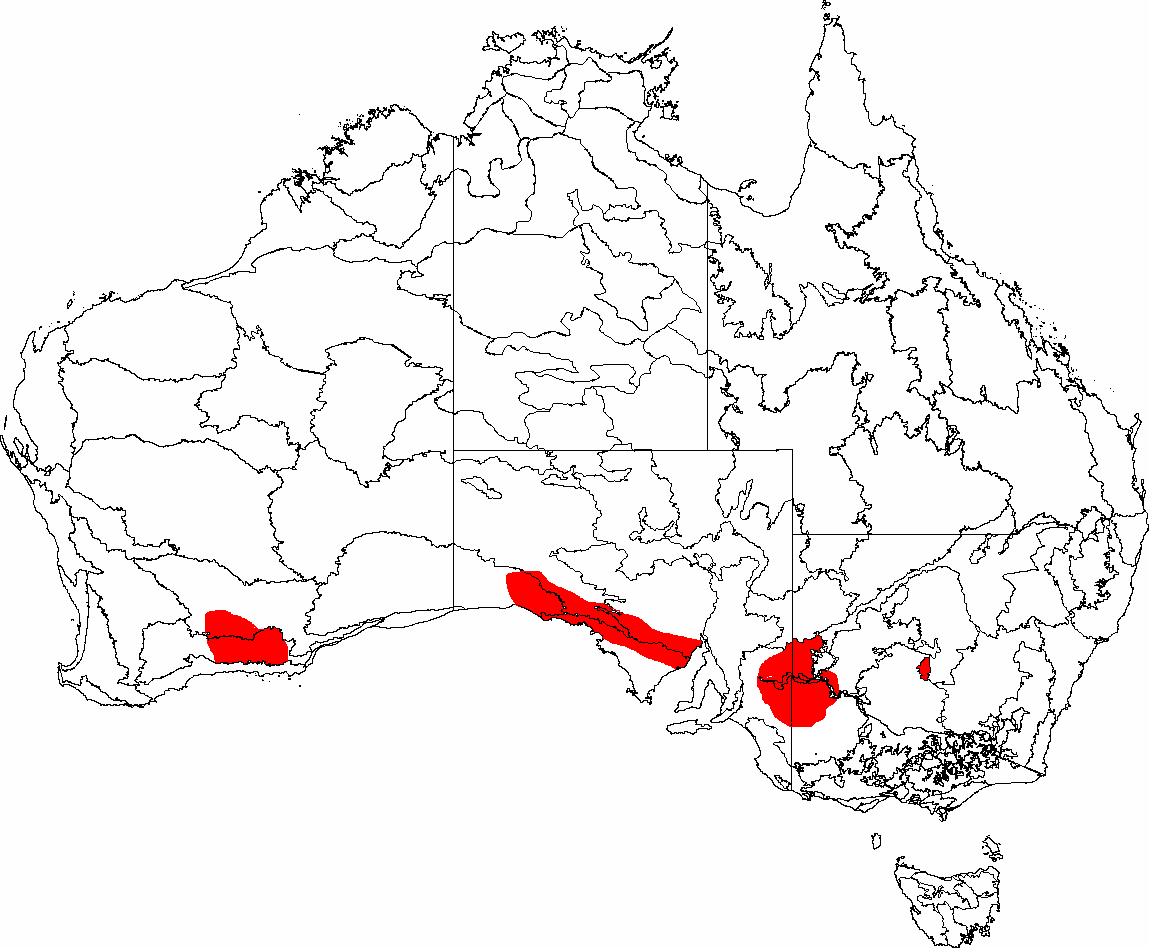